# Championnats du monde de beach-volley 1999
Navigation
Los Angeles 1997 Klagenfurt 2001
Les championnats du monde de beach-volley 1999, deuxième édition des championnats du monde de beach-volley, ont lieu du 19 au 24 juillet 1999 à Marseille, en France. Ils sont remportés par les paires brésiliennes constituées de José Loiola et Emanuel Rego chez les hommes et de Shelda Bede et Adriana Behar chez les femmes.

## Médaillés
| Épreuve   | Or                                  | Argent                                          | Bronze                                       |
| --------- | ----------------------------------- | ----------------------------------------------- | -------------------------------------------- |
| Messieurs | José Loiola et Emanuel Rego Brésil  | Martin Laciga et Paul Laciga Suisse             | Rogerio Ferreira et Guilherme Marques Brésil |
| Dames     | Shelda Bede et Adriana Behar Brésil | Annett Davis et Jenny Johnson Jordan États-Unis | Liz Masakayan et Elaine Youngs États-Unis    |